# Vigie Beach

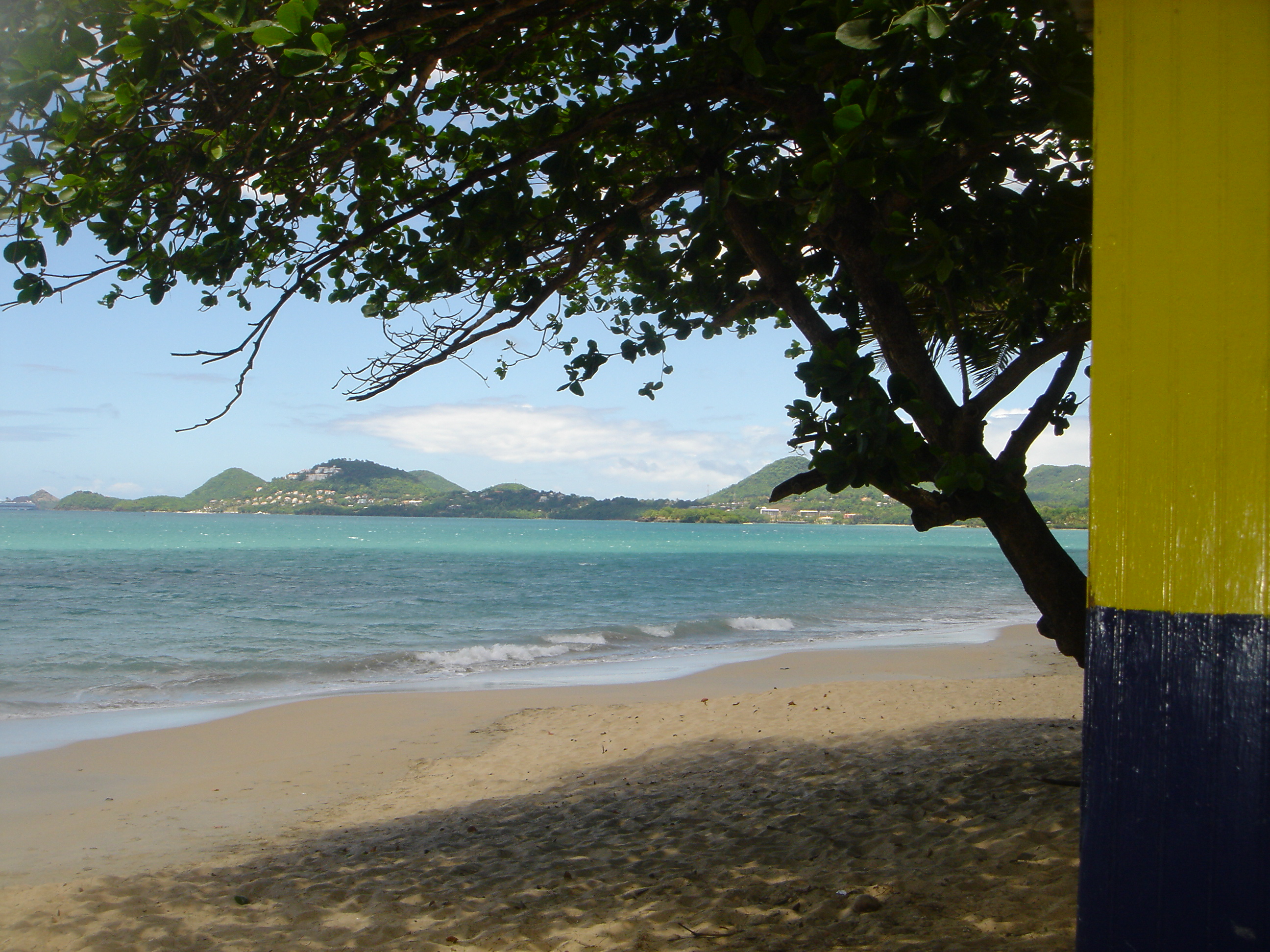
Vigie Beach vom Airport Check-in aus gesehen.

Vigie Beach ist ein Strand auf St. Lucia, etwa 2 km nördlich von Castries. Er liegt direkt neben dem George F. L. Charles Airport und verläuft parallel zur Landebahn von Westen nach Nordosten. 
Der Strand mit weißem Sand steht unter Schutz.
Es gibt einen Zugang vom Nelson Mandela Drive. Vom Strand hat man einen Blick auf das unbewohnte Rat Island im Norden und zur Landzunge Vigie im Südwesten.